# Molino (Barranca)
Molino es un despoblado peruano ubicado en el distrito de Pativilca, perteneciente a la provincia de Barranca del departamento de Lima, en la costa central del Perú. 

## Ubicación
Molino se ubica al oeste de la provincia de Barranca, en el distrito de Pativilca, en el departamento de Lima.

## Demografía
En 1993 Molino tenía una población de 23 habitantes, mientras que en 2017 no tuvo a ningún habitante empadronado.
| Gráfica de evolución demográfica de Molino entre 1993 y 2017 |
|                                                              |
| Fuentes: Población 1993 y 2017                               |